# RTN (radio)
RTN est une radio privée suisse de langue française. Généraliste et privilégiant l’information de proximité, la radio a une vocation de service public. Fondée en 1984, elle émet en FM dans le canton de Neuchâtel, le nord du canton de Vaud ainsi que dans une partie de la Broye. Elle émet aussi en DAB+, depuis 2014, dans toute la Suisse romande. Ses studios sont situés à Marin, dans le canton de Neuchâtel.
Elle appartient jusqu’en 2024 au groupe de Pierre Steulet, administrateur de BNJ FM, composée également de RFJ, RJB et de BNJ Suisse SA (GRRIF). En 2025, elle obtient à nouveau et pour les 10 prochaines années la concession francophone octroyée par l’OFCOM pour la région de Neuchâtel.
RTN compte une cinquantaine de collaborateurs (40 postes à plein temps).

## Historique
En 2008, BNJ FM obtient une concession octroyée par le Conseil fédéral pour ses trois programmes - RJB, RTN et RFJ. Une année plus tard, RTN est l’une des premières radios francophones au monde avec RJB et RFJ à se voir remettre la certification ISAS BC 9001, dont le système de la gestion de la qualité vise à répondre de la meilleure manière aux attentes des auditeurs.
En 2024, l’OFCOM attribue la concession de la zone "Neuchâtel" à RTN. Celle-ci continuera donc à remplir son rôle de service public jusqu’en 2034.
En 2024, l’étude MediaBrands de la société Publicom désigne RTN comme la radio ayant la meilleure image de marque en Suisse.

## Audience moyenne
RTN totalise plus de 56 800 auditeurs quotidiennement en moyenne dont la durée d'écoute est de 50 minutes.

## Extension à la Suisse romande via la technologie DAB+
RTN est l’un des programmes du second bouquet numérique de Suisse romande, diffusé via la technologie DAB+ dès le 16 avril 2014. Les 22 sites de diffusion du canal 10b permettent à la station de couvrir l’essentiel de la Romandie.